# Felderstraße (Wien)
Die Felderstraße befindet sich im 1. Wiener Gemeindebezirk, der Inneren Stadt. Sie wurde 1899 nach dem Wiener Bürgermeister Cajetan von Felder benannt.

## Geschichte
Die Felderstraße liegt auf dem Gebiet des ehemaligen (Josefstädter) Exerzier- und Paradeplatzes vor den Mauern Wiens, ursprünglich Teil des Glacis. Bei der planmäßigen Verbauung des Geländes ab Anfang der 1870er Jahre bildete sie die nördliche Baubegrenzungslinie des seit 1872 in Bau befindlichen neuen Wiener Rathauses, des Sitzes des Magistrats der Stadt Wien. So entstand 1874 der Straßenname Magistratsstraße. 1899 wurde dieser Name zu Gunsten der Ehrung des fünf Jahre zuvor verstorbenen Bürgermeisters Felder, der politisch und physisch den Grundstein zum Rathausbau gelegt hatte, fallengelassen. Felder hatte Kaiser Franz Joseph I. 1870 durch mehrere Interventionen dazu bewogen, den Exerzier- und Paradeplatz aufzugeben, damit hier das Neue Rathaus gebaut werden könne.

## Lage und Charakteristik

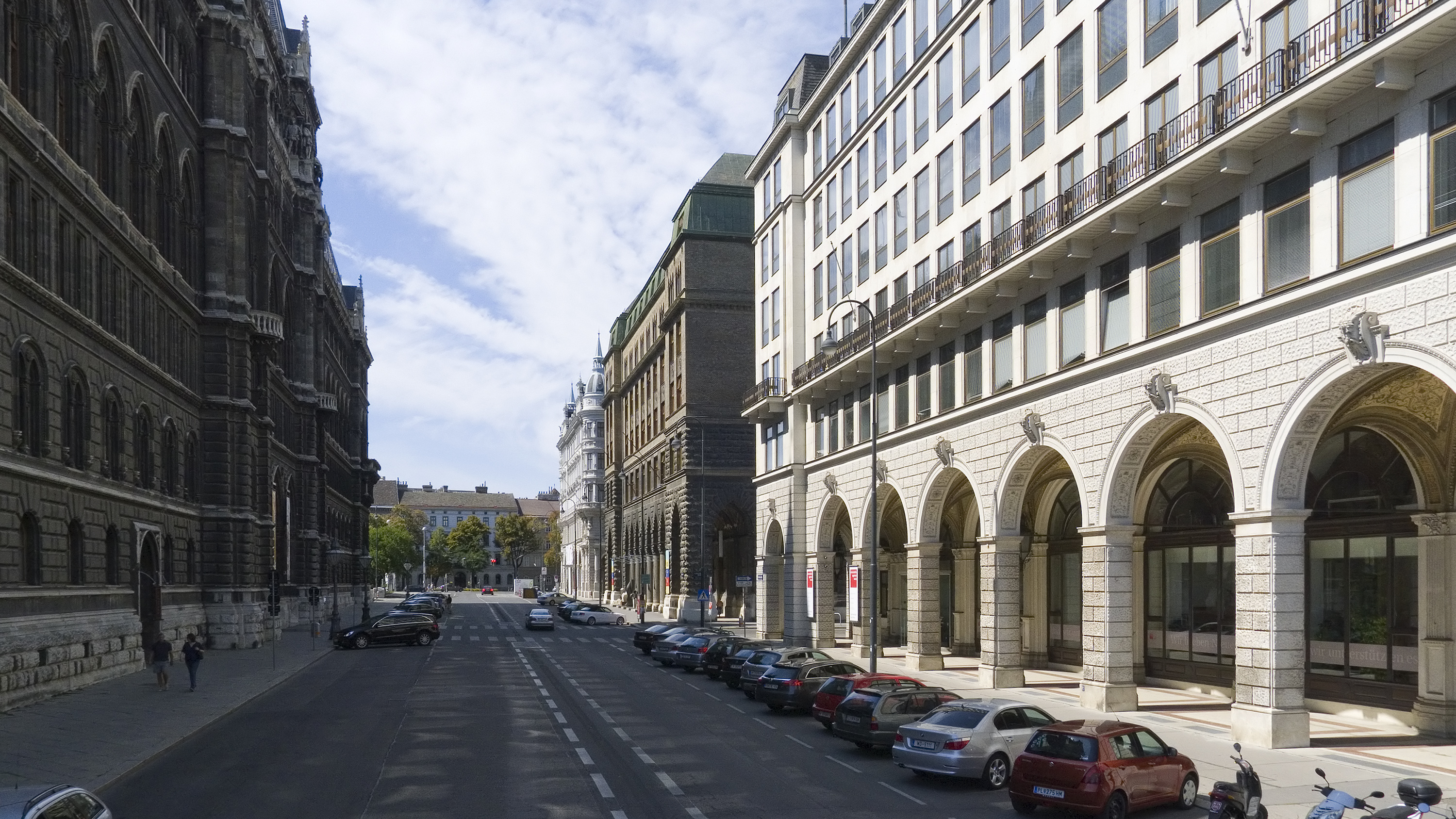
Blick in die Felderstraße, links das Rathaus

Die Felderstraße ist eine nur zwei Häuserblöcke umfassende Straße an der nördlichen Seitenfront des Neuen Rathauses. Sie beginnt stadtzentrumsseitig beim Rathausplatz, wo sie an den nördlichen Teil des Rathausparks stößt. Gegenüber dem Eingang Felderstraße, einem der beiden Haupteingänge des Rathauses, mündet die von Norden kommende Ebendorferstraße. Im Westen endet die Felderstraße bei der nordöstlichen Ecke des Friedrich-Schmidt-Platzes an der Einmündung der Rathausstraße in diesen Platz. An der nördlichen Straßenseite befinden sich durchgehend Arkaden. Die Gebäude an der Felderstraße sind heute ausschließlich Bürobauten.

## Gebäude

### Nr. 1: Wiener Rathaus
An der Felderstraße befindet sich die rechte, nördliche Seitenfront mit einem der Einfahrtstore des Wiener Rathauses. Es wurde 1872–1883 von Friedrich von Schmidt in neugotischem Stil erbaut und hat seine Vorderfront am Rathausplatz 1. Durch den Eingang Felderstraße erreicht man über die Stiege 4 im 1. Stock die Wienbibliothek im Rathaus. Nahe diesem Eingang befindet sich ein noch in Betrieb befindlicher historischer Paternoster.

### Nr. 2 und 4: Felderhaus

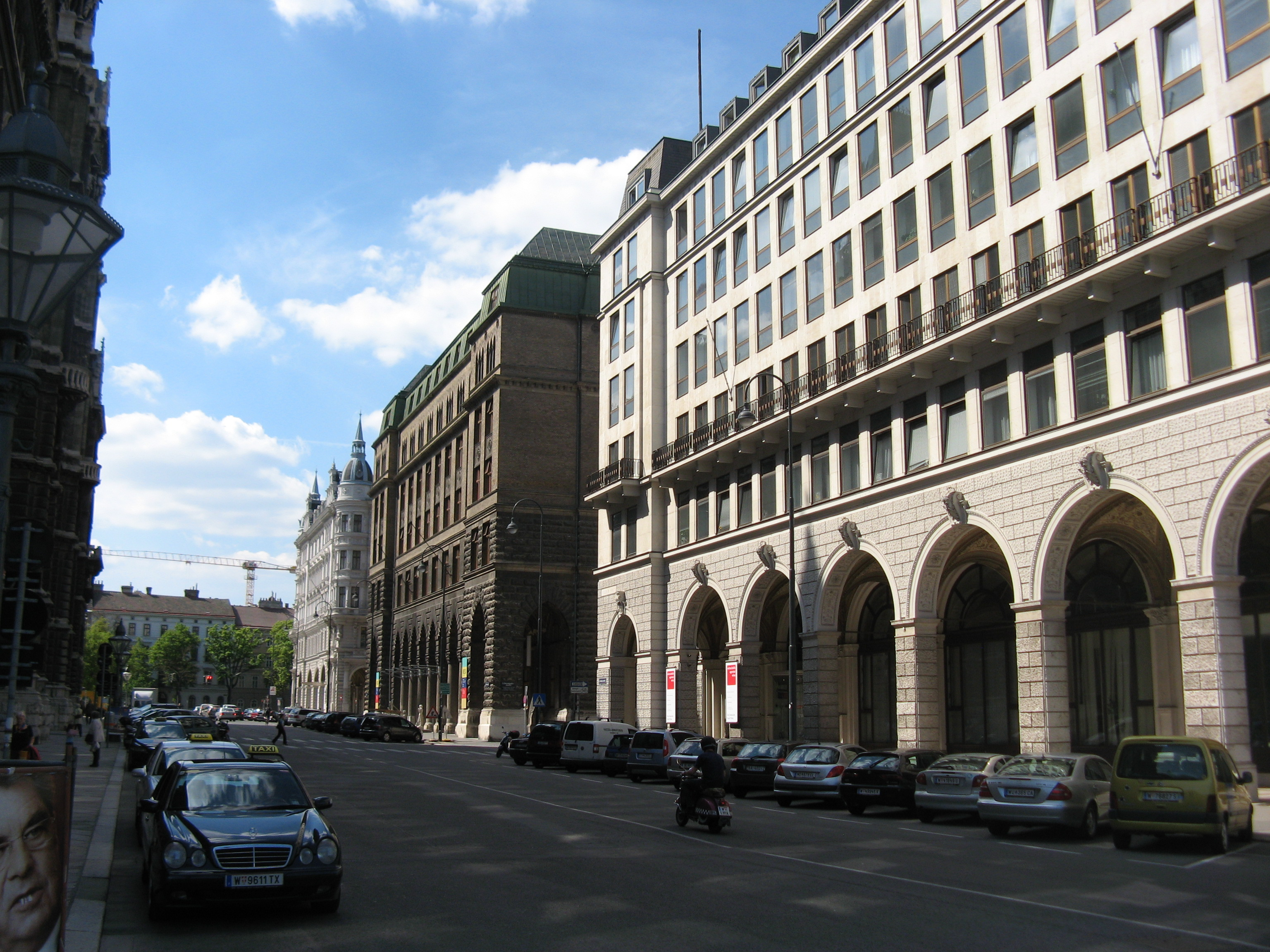
Felderhaus: Arkaden und Nachkriegs-Obergeschoß

Der Häuserblock zwischen Ebendorferstraße, Grillparzerstraße und Rathausplatz wurde als eines der Arkadenhäuser 1880–1883 von Franz von Neumann im strenghistoristischen Stil errichtet. Der Bauteil an der Felderstraße wurde im Zweiten Weltkrieg schwer beschädigt. 1964 wurde er nach Plänen von Erich Boltenstern erneuert. Während der obere Teil des Gebäudes ein schmuckloser Neubau ist, wurden die Arkaden an der Straße weitgehend wiederhergestellt. Dieser Teil des Häuserblocks, Rathausplatz 2 / Felderstraße 4 / Ebendorferstraße 2, wird als Felderhaus bezeichnet und als städtisches Amtshaus verwendet.

### Nr. 6 und 8: Städtisches Amtshaus (Wiener Stadtplanungshaus)

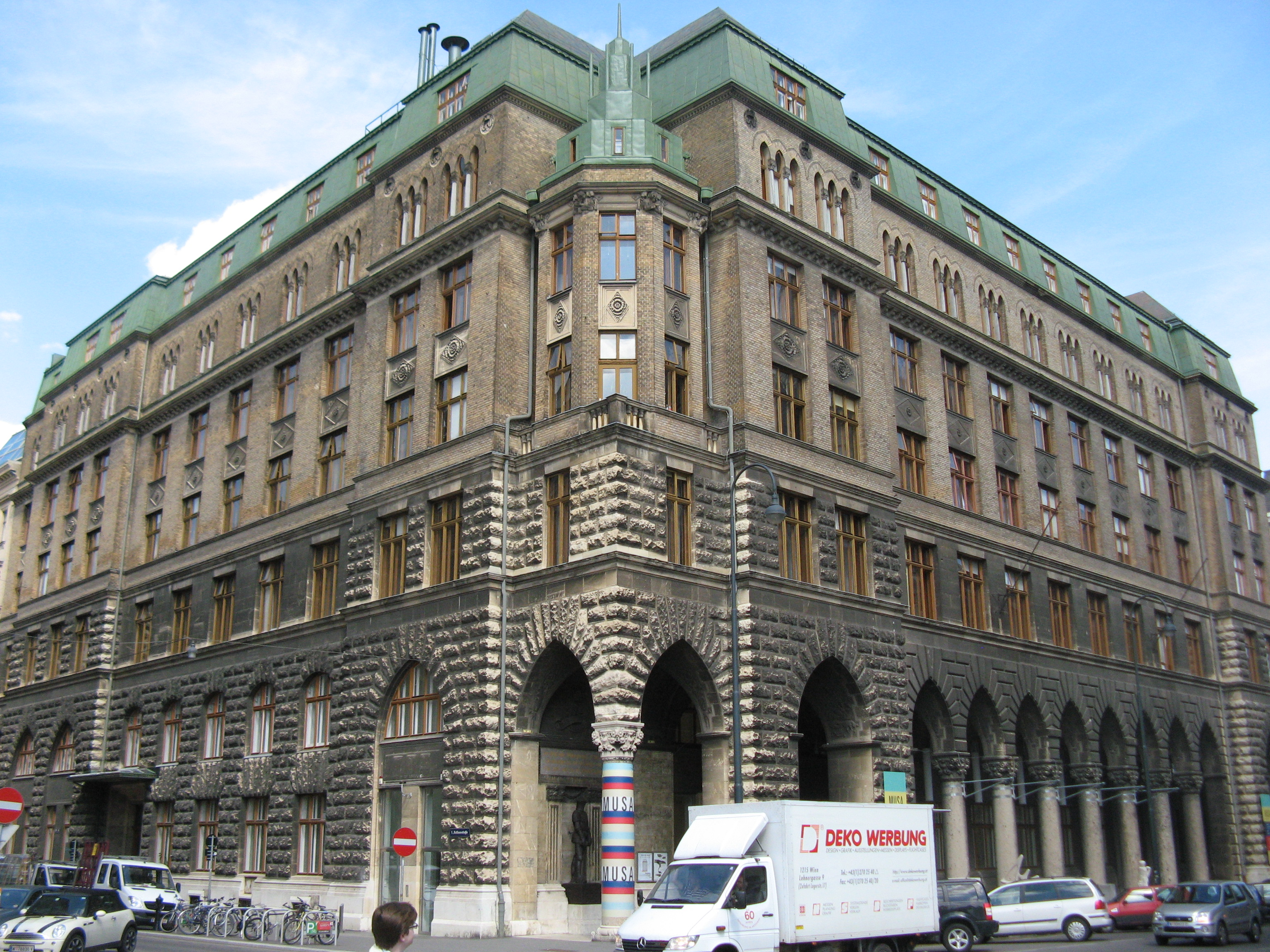
Amtshaus (1913–1918) von August Kirstein, links die Rathausstraße, rechts die Felderstraße

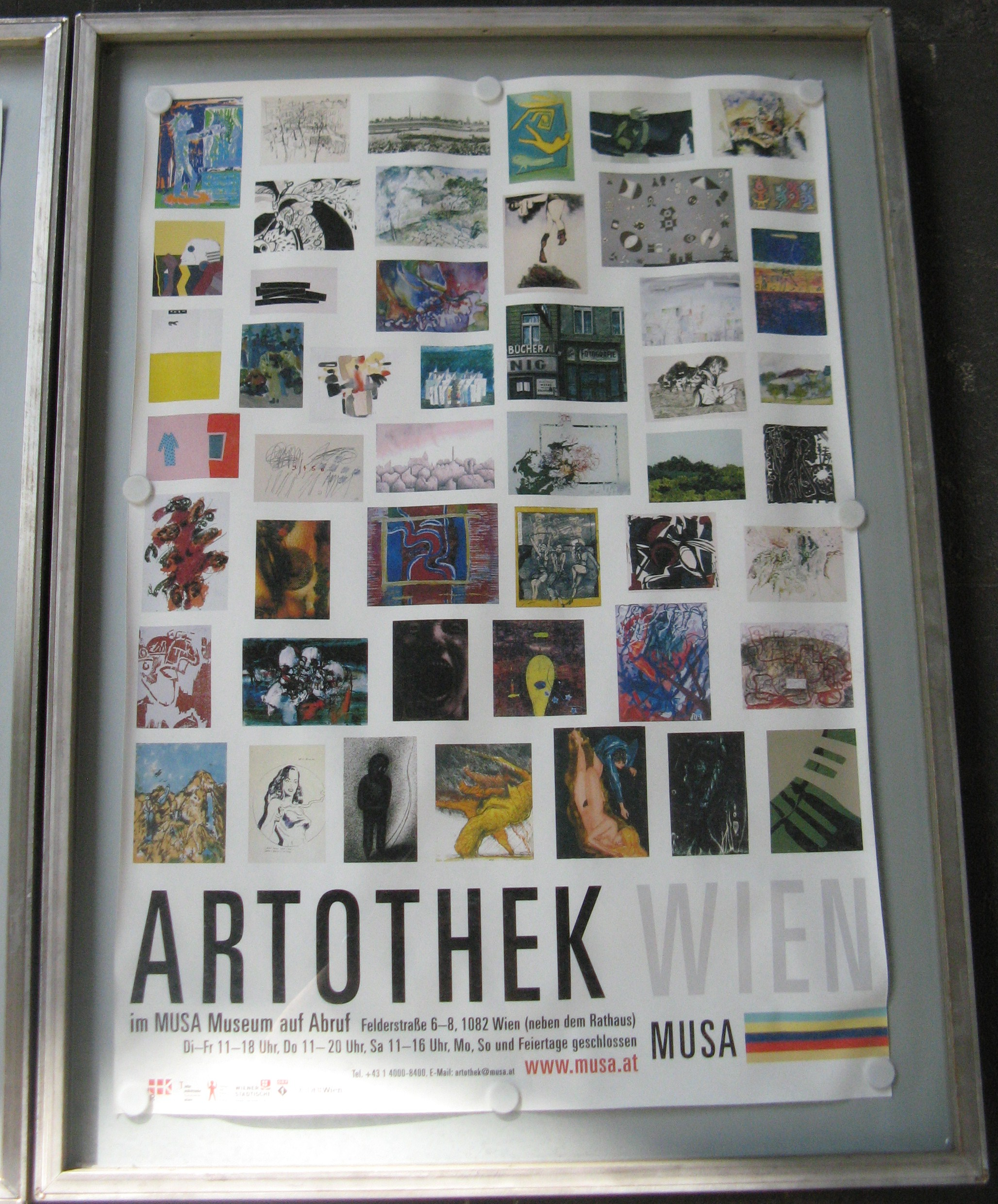
Artothek

Das Amtshaus wurde 1913 bis 1918 von August Kirstein als letztes Arkadenhaus des Rathausviertels erbaut. Der Architekt hat neugotische Formen mit solchen des Jugendstils kombiniert. An der Ecke zur Rathausstraße befindet sich ein eingestellter Eckturm als markantes Detail. An der Felderstraße liegen Spitzbogenarkaden, die auf gotisierenden Steinsäulen ruhen. Während die Sockelzone bossiert und rustiziert ist, befinden sich in den Obergeschoßen Sichtziegel mit secessionistischen Putzfeldern. Am Eckturm sind unter dem Kranzgesims vier Büsten zu sehen. Das schiefergedeckte Dachgeschoß wurde nach einem in der Nacht vom 25. auf den 26. August 1927 ausgebrochenen Brand als feuerfester, moderner Dachstuhl neu ausgeführt.
Im Arkadengang an der Felderstraße befinden sich Kreuzrippengewölbe, die reich stuckiert sind. Während an den Kappen Rankendekor angebracht ist, sind auf den Gurten Medaillons der zwölf Monate und Tierkreiszeichen zu sehen. Unter dem Eckturm, in einer pilastergerahmten Nische, steht der Wehrmann in Eisen, eine Ritterfigur aus Holz, die im Zuge einer Spendenaktion während des Ersten Weltkrieges über und über mit eisernen Nägeln beschlagen wurde. Die Figur wurde 1914 von Josef Müllner geschaffen und 1934, in der Zeit der Ständestaatsdiktatur, an diesem Ort aufgestellt. Über dem Wehrmann befindet sich eine Inschrift mit einem Gedicht des heute umstrittenen Dichterpriesters Ottokar Kernstock.
Die Holztore an den Seitenfassaden besitzen Schmiedeeisenblumen. Im Innenhof ist die reiche florale secessionistische Stuckierung über den Fenstern bemerkenswert. In den Foyers befinden sich gotisierende Stuckkassettendecken sowie die Tugenden darstellende Inschriftenbänder. Im Foyer an der Rathausstraße sind überdies rotbraune Marmorsäulen und Messingblechlaternen zu sehen.
Hier ist die MA18 Stadtentwicklung und Stadtplanung angesiedelt, die ihr Haus Stadtplanungshaus nennt.
Im Erdgeschoß des Gebäudes befindet sich das MUSA Museum auf Abruf, in dem wechselnde Teile der reichhaltigen Sammlungen moderner Kunst der Stadt Wien ausgestellt werden. Außerdem befindet sich hier die Artothek, in der man Kunstwerke aus dem Besitz der Stadt Wien ausleihen kann.